# Eupatorium clematideum
Eupatorium clematideum là một loài thực vật có hoa trong họ Cúc. Loài này được (Wall. ex DC.) Sch.Bip. mô tả khoa học đầu tiên năm 1866.